# Panagiotis Retsos
Panagiotis Retsos (en griego: Παναγιώτης Ρέτσος; Johannesburgo, Sudáfrica, 9 de agosto de 1998) es un futbolista griego. Juega como defensa y su equipo es el Olympiacos F. C. de la Superliga de Grecia.

## Estadísticas

### Clubes
Actualizado al último partido disputado el 9 de enero de 2021.
| Club                              | Div.          | Temporada     | Liga  | Liga  | Copas nacionales | Copas nacionales | Copas internacionales | Copas internacionales | Total | Total |
| Club                              | Div.          | Temporada     | Part. | Goles | Part.            | Goles            | Part.                 | Goles                 | Part. | Goles |
| --------------------------------- | ------------- | ------------- | ----- | ----- | ---------------- | ---------------- | --------------------- | --------------------- | ----- | ----- |
| Olympiakos F. C. · Grecia         | 1.ª           | 2016-17       | 18    | 0     | 8                | 0                | 8                     | 0                     | 34    | 0     |
| Olympiakos F. C. · Grecia         | 1.ª           | 2017-18       | 2     | 0     | 0                | 0                | 4                     | 0                     | 6     | 0     |
| Olympiakos F. C. · Grecia         | Total club    | Total club    | 20    | 0     | 8                | 0                | 12                    | 0                     | 40    | 0     |
| Bayer 04 Leverkusen · Alemania    | 1.ª           | 2017-18       | 24    | 1     | 4                | 0                | ―                     | ―                     | 28    | 1     |
| Bayer 04 Leverkusen · Alemania    | 1.ª           | 2018-19       | 0     | 0     | 0                | 0                | 1                     | 0                     | 1     | 0     |
| Bayer 04 Leverkusen · Alemania    | 1.ª           | 2019-20       | 3     | 0     | 1                | 0                | 2                     | 0                     | 6     | 0     |
| Sheffield United F. C. Inglaterra | 1.ª           | 2019-20       | 0     | 0     | 1                | 0                | —                     | —                     | 1     | 0     |
| Sheffield United F. C. Inglaterra | Total club    | Total club    | 0     | 0     | 1                | 0                | 0                     | 0                     | 1     | 0     |
| A. S. Saint-Étienne Francia       | 1.ª           | 2020-21       | 4     | 0     | 0                | 0                | —                     | —                     | 4     | 0     |
| A. S. Saint-Étienne Francia       | Total club    | Total club    | 4     | 0     | 0                | 0                | 0                     | 0                     | 4     | 0     |
| Bayer 04 Leverkusen · Alemania    | 1.ª           | 2021-22       | 0     | 0     | 0                | 0                | 0                     | 0                     | 0     | 0     |
| Bayer 04 Leverkusen · Alemania    | Total club    | Total club    | 27    | 1     | 5                | 0                | 3                     | 0                     | 35    | 1     |
| Total carrera                     | Total carrera | Total carrera | 51    | 1     | 14               | 0                | 15                    | 0                     | 80    | 1     |

## Palmarés

### Campeonatos nacionales
| Título              | Club             | País   | Año  |
| ------------------- | ---------------- | ------ | ---- |
| Superliga de Grecia | Olympiacos F. C. | Grecia | 2016 |
| Superliga de Grecia | Olympiacos F. C. | Grecia | 2017 |
| Superliga de Grecia | Olympiacos F. C. | Grecia | 2025 |
| Copa de Grecia      | Olympiacos F. C. | Grecia | 2025 |

### Campeonatos internacionales
| Título                             | Club             | Sede   | Año  |
| ---------------------------------- | ---------------- | ------ | ---- |
| Liga Europa Conferencia de la UEFA | Olympiacos F. C. | Atenas | 2024 |